# Policy of 3
Policy of 3 – amerykański zespół emo.

## Historia zespołu
Policy of 3 był czteroosobowym zespołem emo z New Jersey, powstałym na początku lat 90. Istnieli w początkowych latach istnienia tego gatunku i są jednym z zespołów które pomogły go zdefiniować, zawierając w sobie potężną dawkę energii punk z bardziej umiarkowanym tempem i samoobserwację cech emo. Ich brzmienie często porównywane było do Moss Icon, Still Life, i Hoover.
Nazwa zespołu była inspirowana przez nowożytną historię Chin. Zgodnie z notatkami dodanymi do zespołowego albumu wydanego po rozpadzie, Anthology CD, Policy of 3 odnosi się do grupy trzech farmerów w Chinach, którzy przez późne lata 30., za pomocą różnych środków, bez przemocy, popierali zwiększoną moc chłopów i ich niezależność od bogatej klasy ziemian.

## Dyskografia
- Debut 7" (Bloodlink, 1993)
- Dead Dog Summer LP (Old Glory, 1993)
- American Woodworking 7" (Old Glory, 1994)
- "All the President's Men" compilation LP (Old Glory, 1994)
- An Anthology CD x2 (Ebullition, 2004)